# Claire Keim
Claire Keim (Senlis, 8 luglio 1975) è un'attrice e cantante francese, nota per essere la protagonista della miniserie tv Éternelle
Il suo album di debutto intitolato Où il pleuvra è stato pubblicato il 10 gennaio 2011 per la Mercury Records. Nell'ottobre 2013 ha collaborato con il cantante Aldebert al disco Les Amoureux dall'album Enfantillages.

## Discografia parziale

### Album in studio
- 2011 - Où il pleuvra

## Filmografia parziale

### Cinema
- Au petit Marguery (1995)
- Il pianeta verde (1996)
- Oui  (1996)
- J'irai au paradis car l'enfer est ici (1997)
- Barracuda (1997)
- Donne in bianco (1998)

- Matrimoni (1998)
- The Girl (2000)
- Le Sens des affaires (2000)
- Le roi danse (2000)
- Le Roman de Lulu (2001)
- Il giovane Casanova (2002)
- Féroce (2002)
- En territoire indien  (2003)
- Respire (2014)

### Televisione
- Éternelle (2009) - miniserie TV
- Un cuore, due destini (Enquête à coeur ouvert) (2022) - miniserie TV